# Sarah Kay

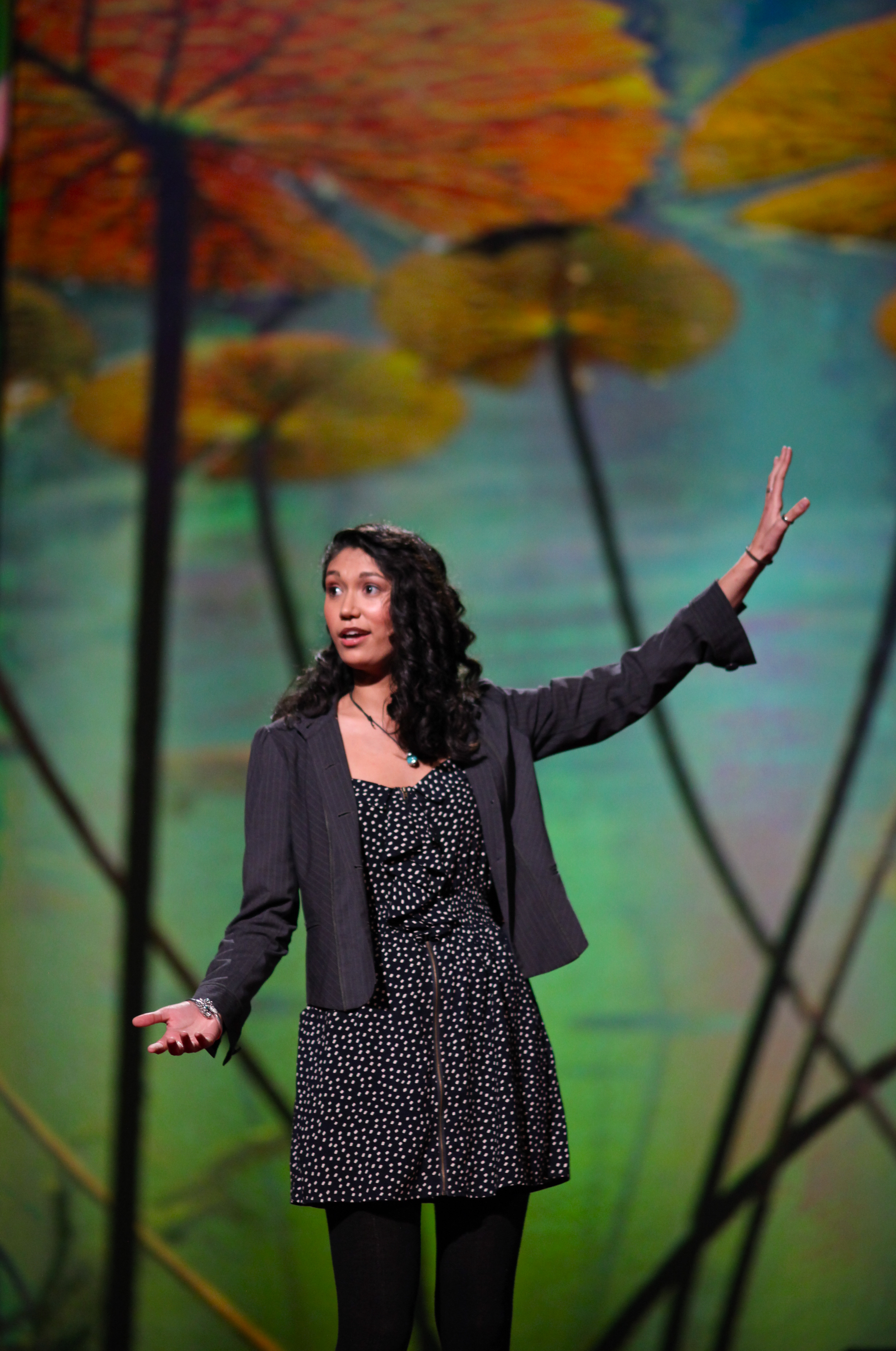
Sarah Kay under TED-konferensen 2011 i Kalifornien.

Sarah Kay, född 19 juni 1988, är en amerikansk poet som är känd för sitt engagemang inom spoken word-poesi. Kay fick stort genomslag när hon 2011 deltog i en TED-konferens i Kalifornien. Hon är även, tillsammans med Phil Kaye, grundaren av Project V.O.I.C.E. vilket är ett projekt som syftar till att använda poesi och spoken word i utbildnings- och inspirationssammanhang för barn- och ungdomar.

## Biografi
You will put the “wind” in win some lose some, you will put the “star” in starting over and over, and no matter how many land mines erupt in a minute be sure your mind lands on the beauty of this funny place called life. 
Sarah Kay föddes 1988 i centrala New York. Hennes karriär som spoken word-poet, började på Bowery Poetry Club i New York när hon var 14 år. 2006 deltog hon, som den yngsta person någonsin, i National Poetry Slam i Austin, Texas.
Kay innehar en masterexamen i pedagogik från Brown University. 2011 deltog hon på TED-konferensen i Long Beach, Kalifornien. Här framförde Kay poemen Point B och Hiroshima samt berättade om sin uppväxt och vad som föranledde att hon blev så intresserad av spoken word. Kay fick stående ovationer och klippet har sedan dess visats över fyra miljoner gånger på Youtube och har totalt över sju miljoner visningar på internet.
Kay är också en av grundarna, tillsammans med Phil Kaye, av projektet V.O.I.C.E. Projektet syftar till att inspirera och engagera ungdomar till att våga berätta sin historia och hitta glädjen i att använda det skrivna och talade ordet. I dagsläget ingår, förutom Sarah Kay också Elisabeth Acevedo, Franny Choi, Jamila Woods-Emeritus, Phil Kaye och Robbie Q. Telfer i Project V.O.I.C.E. Tillsammans anordnar de workshops, håller föreläsningar, besöker skolor och anordnar olika projekt tillsammans med ungdomar i USA och även internationellt.

## Publikationer
Kay har publicerat en del av sina poem i olika magasin, t.ex. Foundling Review och DamselFly Press. 2011 gav hon ut poemet Point B som illustrerades av Sophia Janowitz. Boken seglade upp som etta på Amazons lista över poesiböcker samma år. 2014 gav hon ut No Matter the Wreckage utgiven på Write Bloody Publishing. 2016 kom poemet The Type ut som bok på Hachette Books.